# Krippendorf
Krippendorf is een dorpje in de Duitse gemeente Jena, deelstaat Thüringen, en telt 112 inwoners (ultimo 2020). Het dorpje ligt vlak ten oosten van Vierzehnheiligen, waar in oktober 1806 de Slag bij Jena plaatsvond. Krippendorf ligt hemelsbreed 6 kilometer ten noord-noordwesten van de stad Jena, maar door de aanwezigheid van een heuvelrug daartussenin is de afstand over de weg wel 8 à 9 kilometer.
In 1880 werd een groot deel van Krippendorf door brand verwoest.

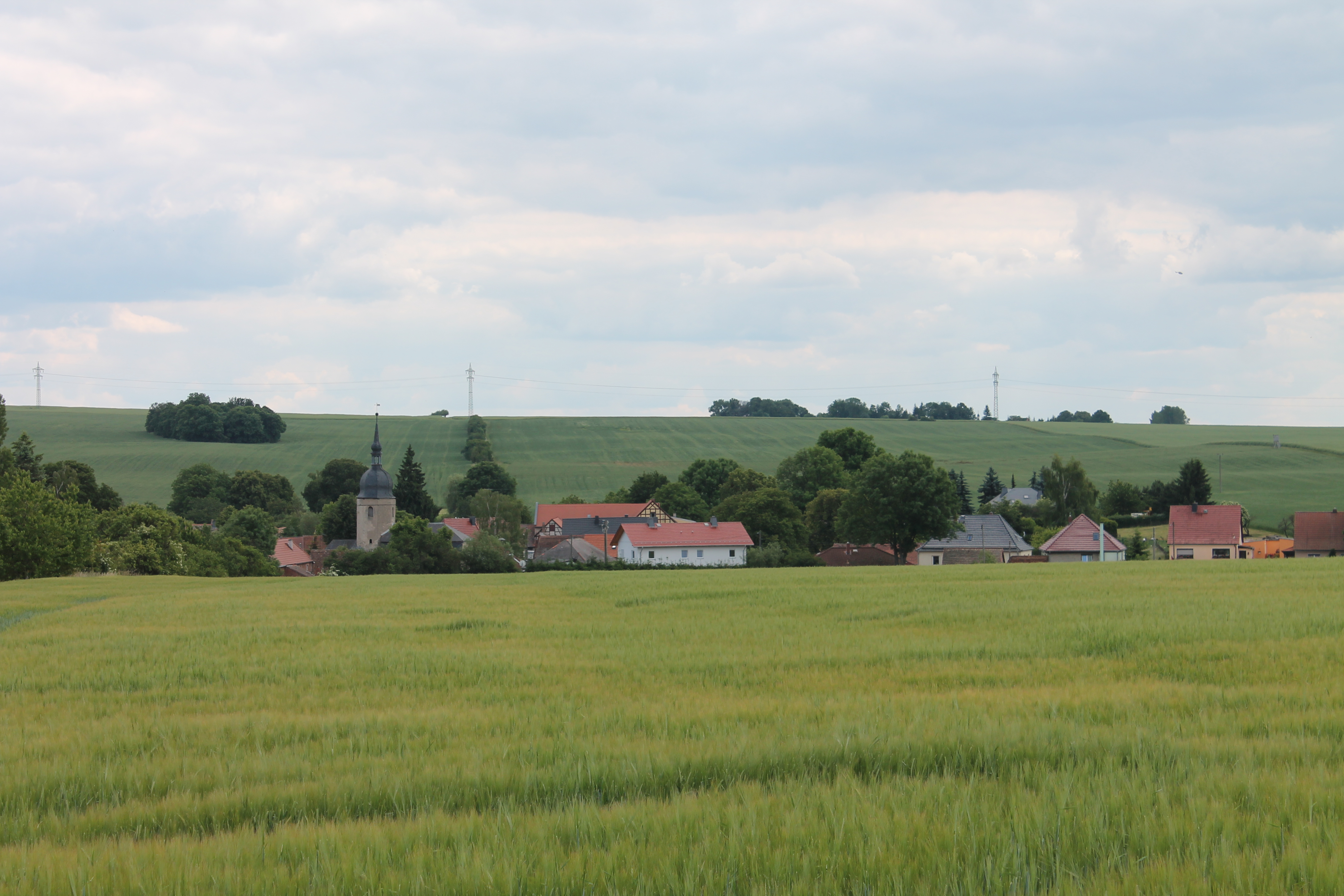
Krippendorf
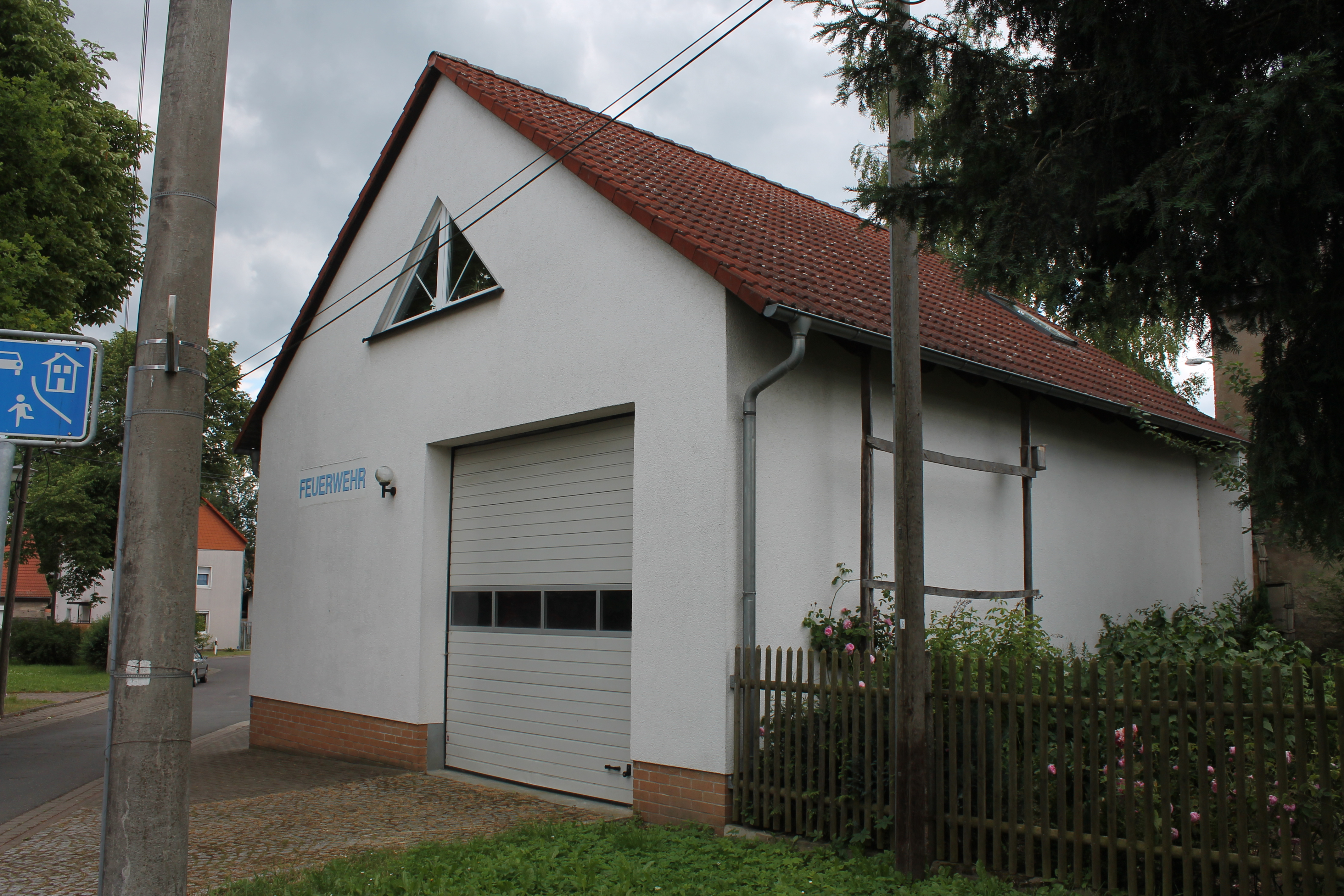
Brandweerkazerne van Krippendorf
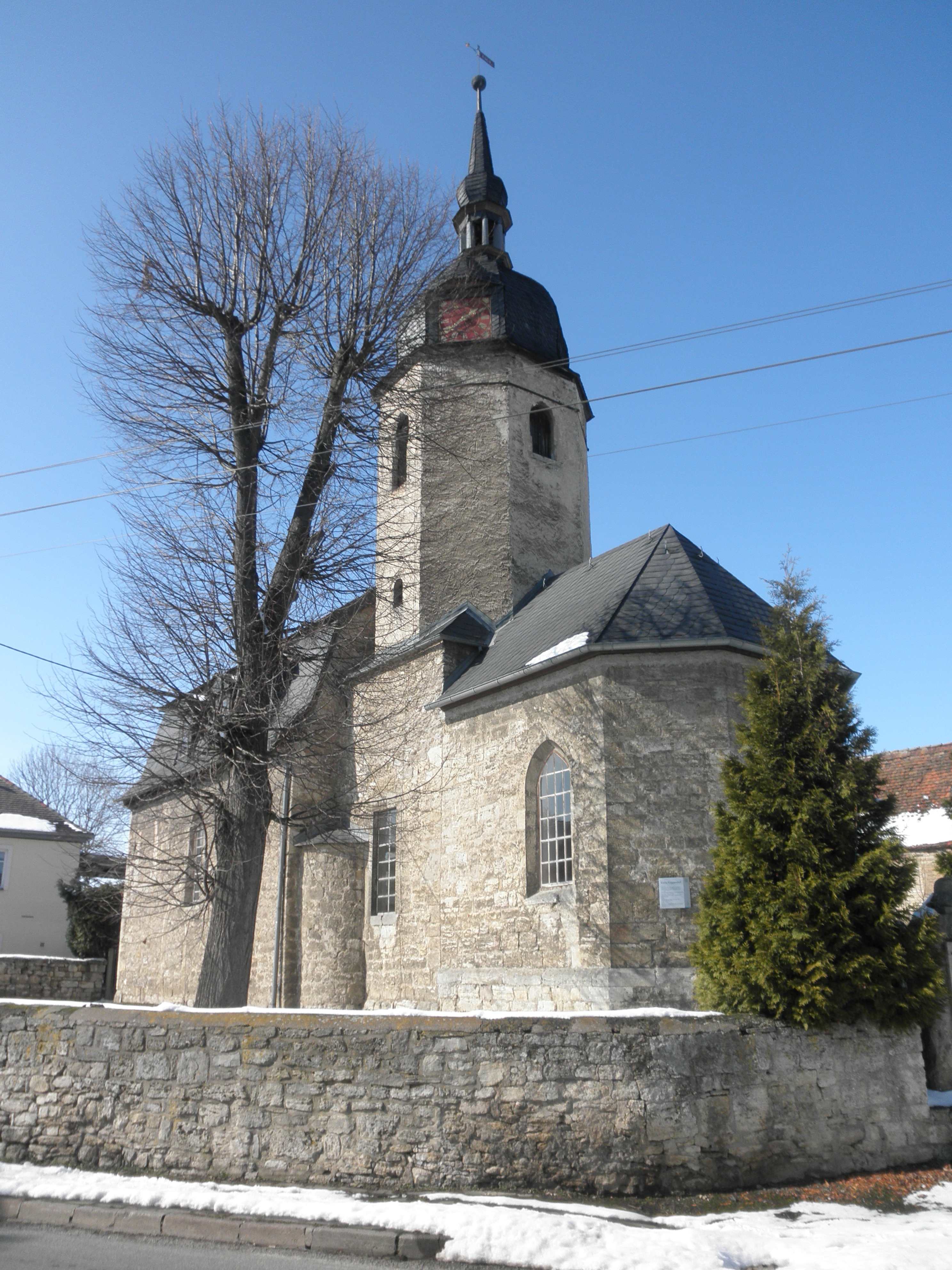
Kerk van Krippendorf
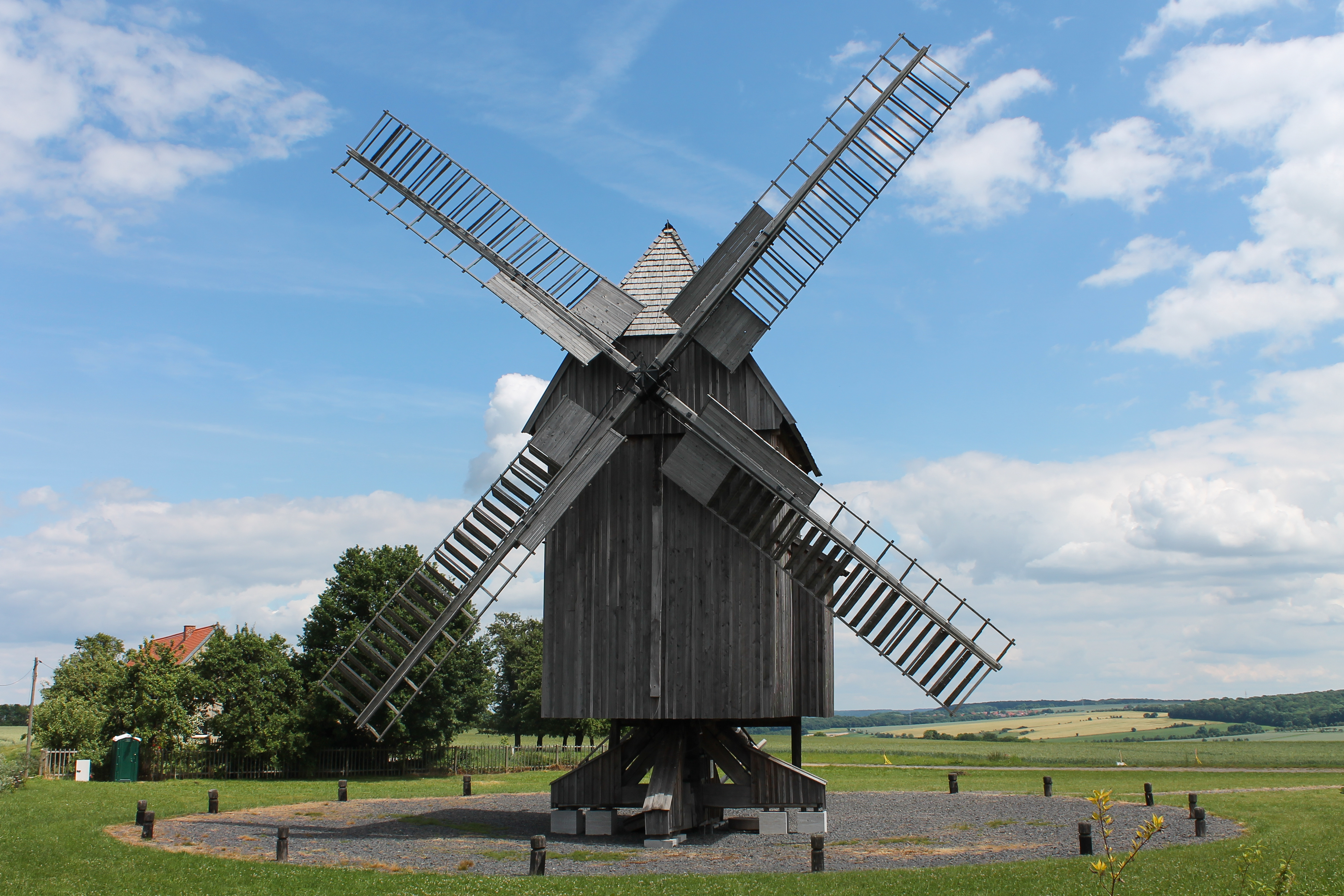
Standerdmolen van Krippendorf